# 龙家镇
龙家镇，是中华人民共和国贵州省遵义市余庆县下辖的一个乡镇级行政单位。

## 行政区划
龙家镇下辖以下地区：
光辉村、新坪村、先锋村、光明村和平桃村。